# Уолтон, Фредерик
Фредерик Эдвард Уолтон (англ. Frederick Edward Walton; 1834, возле Галифакса — 1928, Ницца) — британский промышленник и изобретатель. Изобрёл линолеум (изобретен в 1860 году) и линкруст (покрытие для стен, изобрётенное в 1877 году).
В 1864 году организовал «Linoleum Manufacturing Company», продукция которого экспортировалась в Европу и США.

## Труды
- The Infancy and Development of Linoleum Floorcloth, 1925.